# 塞拉 (摩洛哥)
塞拉（阿拉伯語：سلا，羅馬化：salā，發音：[salaː]）是摩洛哥的城市，人口超過900,000。塞拉位於布賴格賴格河右岸，與首都拉巴特隔河相望。塞拉被視為拉巴特的衛星城市，並與拉巴特、特馬拉成了超過180萬人口的大都會區。

## 經濟
中世紀，塞拉是與歐洲的貿易中心之一。手工業發達，並以其陶器而聞名。其他產業包括麵粉加工、軟木生產和魚罐頭生產。但另一方面，工業的發展使也造成污染問題嚴重，城市規劃欠佳，食水供應和污水處理的服務不穩定等問題，使富裕的居民移居到郊區或其他城市。

## 流行文化
電影《黑鷹計畫》部份場景在塞拉取景，製作團隊利用直昇機在高空拍攝海岸線。

## 友好城市
- 墨西哥特拉斯卡拉城（Tlaxcala）